# Shipwreck Moraine
Die Shipwreck Moraine (englisch für Schiffbruchmoräne) ist eine lange Moräne im ostantarktischen Viktorialand. In den Prince Albert Mountains erstreckt sie sich zwischen dem Black Pudding Peak und Mount Brøgger in einem Tal neben dem Benson-Gletscher.
Eine vom neuseeländischen Glaziologen Trevor J. H. Chinn (1937–2018) geführte Mannschaft, die im Rahmen des New Zealand Antarctic Research Programme von 1989 bis 1990 in diesem Gebiet tätig war, erinnerte mit der Benennung an einen Unfall mit einem Motorschlitten, der hier auf blankem Eis außer Kontrolle geraten war.